# لاسیدن (فیلم ۱۹۹۵)
لاسیدن (انگلیسی: Flirt) فیلمی به کارگردانی هال هارتلی است که در سال ۱۹۹۶ منتشر شد. داستان فیلم در سه شهر نیویورک، برلین و توکیو اتفاق می‌افتد و دیالوگ‌های هر کدام از این بخش‌ها همانند همدیگر است.

## بازیگران
- بیل سیج
- پارکر پوزی
- مارتین دونوان
- دوایت اول
- میهو نیکایدو